# Ladies Icefall
Der Ladies Icefall (englisch; polnisch Lodospad Panieński ‚Mädcheneisfall‘) ist ein 1 km langer Gletscherbruch auf King George Island im Archipel der Südlichen Shetlandinseln. Er fließt zwischen dem Urbanek Crag und den Ladies Buttresses zum Ezcurra-Fjord.
Polnische Wissenschaftler benannten ihn 1980 zu Ehren der weiblichen Teilnehmer der von 1977 bis 1978 und von 1978 bis 1979 durchgeführten polnischen Antarktisexpeditionen.